# Oil Springs (Ontario)
Oil Springs to wieś (ang. village) w Kanadzie, w prowincji Ontario, w hrabstwie Lambton.
Powierzchnia Oil Springs to 8,18 km².
Według danych spisu powszechnego z roku 2001 Oil Springs liczy 758 mieszkańców (92,67 os./km²).